# Ensembles causaux
 (octobre 2018).
Si vous disposez d'ouvrages ou d'articles de référence ou si vous connaissez des sites web de qualité traitant du thème abordé ici, merci de compléter l'article en donnant les références utiles à sa vérifiabilité et en les liant à la section « Notes et références ».
Les ensembles causaux (causal sets), ou théorie des ensembles causaux, est une théorie physique qui définit une approche de la gravitation quantique.
Ses principes fondateurs sont que l'espace-temps est fondamentalement discret (une distribution de points d'un espace-temps discret, appelés les éléments d'ensemble causal) et que les évènements de l'espace-temps sont reliés par un ordre partiel. Cet ordre partiel possède la signification physique des relations causales des évènements de l'espace-temps.
Les études sont basées sur un théorème de David Malament.

## Définition
Un ensemble causal (causal set, causet) est un ensemble {\displaystyle C} avec une relation d'ordre partiel {\displaystyle \preceq } qui est :
- réflexif : pour tout {\displaystyle x\in C}, nous avons {\displaystyle x\preceq x} ;
- antisymétrique : pour tout {\displaystyle x,y\in C}, nous avons {\displaystyle x\preceq y} et {\displaystyle y\preceq x} implique {\displaystyle x=y} ;
- transitif : pour tout {\displaystyle x,y,z\in C}, nous avons {\displaystyle x\preceq y} et {\displaystyle y\preceq z} implique{\displaystyle x\preceq z} ;
- fini localement : pour tout {\displaystyle x,z\in C}, nous avons {\displaystyle |\{y\in C|x\preceq y\preceq z\}|<\aleph _{0}}.

On écrira : {\displaystyle x\prec y} si {\displaystyle x\preceq y} et {\displaystyle x\neq y}.

## Applications
Une équipe de chercheurs a utilisé cette théorie pour dépasser la singularité du Big bang et obtenir une cosmologie dont le temps n’aurait pas de commencement,.